# Jean Laporte (philosophe)
 (septembre 2020).
Pour les articles homonymes, voir Jean Laporte et Laporte.
Jean Frédéric Marie Laporte, né le 23 mars 1886 à Limoges (Haute-Vienne) et mort le 6 décembre 1948 à Paris 14e, est un professeur d'université et philosophe français. 

## Biographie
Jean Laporte obtient un baccalauréat ès lettres en 1902. Il intègre une classe de première supérieure au lycée Louis-le-Grand entre 1903 et 1905, et est par la suite admis à l'École normale supérieure (1905). Il est licencié ès lettres en 1907, et obtient l'agrégation de philosophie en 1909. Il sera titulaire d'un doctorat dans la même discipline en 1923.
Jean Laporte commence sa carrière académique en tant que professeur de philosophie au lycée de Périgueux, entre 1909 et 1910. Il accède au statut de maître de conférences de philosophie à la Faculté des lettres de Caen en décembre 1919. Il est par la suite chargé de cours à la Faculté des lettres de Nancy (1923). En 1925, il devient chargé de cours à la Faculté des lettres de Paris, poste qu'il occupera jusqu'en 1931. Sa carrière le porte par la suite vers un poste de maître de conférences d'histoire de la philosophie médiévale et de la philosophie moderne, toujours à la Faculté des lettres de Paris (1932). Il est nommé professeur d'histoire de la philosophie médiévale et de la philosophie moderne en 1937, et décède en fonctions en 1948. 
Outre ces fonctions universitaires, Jean Laporte contribue à de nombreuses revues académiques : Revue de métaphysique et de morale, Revue de France, Revue philosophique, Revue bleue. 
Jean Laporte est mobilisé lors de la Première Guerre mondiale. 

## Distinctions
- Chevalier de la légion d'honneur en 1937.